# Pomorzany (stacja kolejowa)
Pomorzany – zlikwidowana wąskotorowa stacja kolejowa w Błoniu na linii kolejowej Krośniewice – Ostrowy Wąskotorowe, w gminie Krośniewice, w powiecie kutnowskim, w województwie łódzkim, w Polsce.